# 画皮II
《画皮II》（英語：Painted Skin: The Resurrection，台湾片名《转生术》）是一部2012年以3D格式上映的中国大陆古装魔幻片，亦为2008年上映的华语电影《画皮》的续作。该片由宁夏电影集团有限公司、鼎龙达（北京）文化发展有限公司、华谊兄弟传媒股份有限公司等出品，华谊兄弟负责发行，并由乌尔善执导，陈国富监制，周迅、陈坤及趙薇领衔主演。影片的背景设定在前作的五百年以后，讲述了狐妖小唯从冰封之地逃离后，为获得人心而介入将军霍心和靖公主的感情，并与公主交换了身体，然而面对天狼国突如其来的抢婚之战，三人的命运被紧密联系在了一起。本片名言：“杜鹃花，真的很香。”
本片于2011年5月29日举行启动仪式，5月31日在北京门头沟正式开机，历经五个月时间，先后辗转河北易县、内蒙古克什克腾旗、西藏江孜等多地取景拍摄后，于同年10月30日杀青关机。2012年6月28日，影片在中国大陆正式公映。

## 剧情
日蝕之刻，陰陽顛倒。
天地混沌，魔道難分。
妖欲成人，唯求真心。
心體合一，轉生為人。
妖都想修煉成人，但空有形而無心，雖能操弄妖術、來去自如、永生不滅，卻陰暗冰冷、毫無生趣。只有成為真正的人才能體會人間的情感與溫暖，據說那一刻更勝永恆。唯獨必須有人自願將他的心獻出來，放進妖的胸膛, 方能轉生為人。
九宵美狐小唯（周迅飾）逃離寒冰煉獄，決心做人，永不再受寒冰侵體之苦。而一心為求真愛，不計代價恢復美貌的靖公主（趙薇飾），面對小唯提出的美貌交易，難抵誘惑，但這人妖交易卻意外引爆一場人魔大戰。
人與人、人與妖、妖與妖之間多角複雜的愛恨情仇，匯集成一段驚心動魄的跨界傳說。

## 演員
| 演員   | 角色       | 備註                                                                                   |
| 周迅   | 小唯       | 美艷妖異的狐妖。                                                                       |
| 陳坤   | 霍心       | 14歲入選羽林，成為靖公主的貼身侍衛。                                                   |
| 趙薇   | 靖公主     | 沒得到霍心的答案而騎馬離開，結果遭黑熊攻擊而毀容的執著公主。                           |
| 馮紹峰 | 龐郎       | 流浪的捉妖師，一個嘴貧的人，和雀兒展開人妖戀。                                         |
| 楊冪   | 雀兒       | 修練得不太成熟的小鳥，和龐郎展開人妖戀。                                               |
| 張藝瀧 | 公孫豹     | 替霍心擋住天狼國發射的火箭而死。                                                       |
| 孫建魁 | 許安       | 建陵侯，護送靖公主去和天狼國成親，喝下迎賓酒被毒死。                                   |
| 魯諾   | 天狼國王子 | 天狼國傳人，被小维挖掉心臟。                                                           |
| 費翔   | 天狼國巫師 | 邪氣逼人的大巫師。                                                                     |
| 陳廷嘉 | 天狼國女王 | 為了救弟弟請求和靖公主結婚，表面上是和親之名，實際上只是要靖公主的心臟來實行重生儀式。 |

## 制作
主创历时5个月在西藏等地取景拍摄，拍摄地在4500米的高原上，拍摄宝石蓝的天空和纯白色的建筑，让影片有纯自然的背景景观。2011年10月30日拍摄完毕。香港资深摄影师黄岳泰任摄影指导，郝艺任美术指导。
在拍摄靖公主出场救小唯的段落，即赵薇的第一场戏，发生了坠马事件，晕迷醒来后的赵薇一度短暂失忆。
在西藏自治区取景拍摄期间，赵薇发生高原反应，因为过度劳累，她在微博声称“脑袋疼”、“死里逃生”、“喘不过气来”。
费翔表示，片中天狼国所使用的为『梵语』，并有教授教导。
该片拍摄中，处于夏季，天气炎热，演员頂着40多度的高温完成，显示敬业精神。
影片中運用的特效化妝部分，僅僅狐妖小唯的一場換皮戲份，讓百人的特效化妝團隊忙碌60週，對再度飾演“小唯”的周迅來說，7個小時的“靜坐”更讓她苦頭吃盡。

### 主创评价
导演乌尔善：“我们自己中国有着无窮无尽的资源，我们要拍摄一些有自己民族记忆的电影，那种不同于西方魔幻的电影”，“我们也试图把亚洲各地的传统文化元素，变成创作魔幻电影的资源。”
陈坤评价该片说：“《画皮》给人是一种清淡的感觉，但是这次乌尔善导演的口味真的很重，我刚刚看过粗剪之后的片子，可以说完全颠覆了我最初看到剧本的感觉，电影更加有想象力了，一定是一部超豪华电影盛宴。”
看过《画皮Ⅱ》的海报，引发舒淇和范晓萱在新浪微博大赞该片，声称“期待”。
陈坤：“周迅和赵薇的表演就像大鹏鸟，展翅九万里，我就像虫子，在地下使劲叫。看完电影，我一夜没睡，才发现导演找我是为了衬托他们。”
冯绍峰：“这一次我负责性感，因为这个角色的衣服都是丝质镂空的。”
杨幂：“我在电影中是一只鸟，与冯绍峰和周迅的对手戏比较多，在电影中起到了穿针引线的作用。”
陈坤分析演员角色时说：“赵薇很像水，但有穿石的力量，周迅像冰，很锋利，我自己是火。这三种看似不相容的元素，却能融到一起。”

## 前期宣传
2012年3月18日，制片方举办了预告片试映会，20日正式网络发布引起回响，时光网以金色（靖公主—赵薇）、红色（霍心—陈坤）、白色（小唯—周迅）、绿色（雀儿—杨幂）、黄色（庞郎—冯绍峰）、黑色（天狼巫师—费翔）、银色（天狼女王—陈廷嘉）分析角色性格色彩。

## 電影歌曲
| 曲別   | 歌名      | 演唱   |
| ------ | --------- | ------ |
| 主題曲 | 《畫心2》 | 張靚穎 |
| 宣傳曲 | 《畫情》  | 姚贝娜 |

## 评价
《画皮II》2012年8月17日在北美小规模上映，在烂番茄网站上6篇西方媒体评论为83%，MetaCritic网站上4篇西方媒体评论为57/100。
- 美国《纽约时报》：“视觉炫目华丽，影片中女演员们的表演也非常优秀。”[31]
- 美国《国际电影期刊》：“本片无论是从从令人惊叹的特效还是异常复杂的人物关系来说，都是一部对中国传奇影片影迷来说的盛宴。”[32]
- 美国《Slant》杂志：“这部奇幻影片有如一杯气泡过多且冲淡了的冰镇饮料。”[33]
- 马来西亚《星报》：“出位的角色都是女性，最性感的镜头则是女主角的对手戏。她们的（对手戏）张力十足，换作其他女星则没有此效果了。这部戏充分证明了中国女演员究竟能达到何种高度。在连续的对手戏中周迅和赵薇魅力愈来愈大。即使是让人屏息观赏的特效都好似只为让两位女主更加迷人。”[34]
- 新加坡《8 Days Weekly》：“因为题材的缘故许多人称这部电影为女性电影。的确这部戏的女性角色，包括杨幂的配角角色雀仙，才是真正的明星。受创但高贵的赵薇和令人恐怖又觉诱惑的周迅，两人在本片里气势磅礡的表演能让人真真切切地感受到。”[35]
- 香港《爽報》的張居說：「劇本早段的確幾好，但中後段已無法自圓其說，整體像一個漂亮的皮囊，但缺乏紮實的骨肉，太華麗、大而無當曾是不少電影的死穴；雖袋了四億，但老套點講多句：有錢不等於有品味。」[36]
- 香港《明報》的石琪說：「《畫皮2》則顯出烏爾善處理主流商業片做到魔幻奇詭而又有板有眼。緊湊劇情中也有曲折情趣，可算由頭至尾都不乏吸引力。」[37]
- 香港《蘋果日報》的黃國兆說：「我覺得《畫皮 II》比上一齣《畫皮》有趣。這並不是說，《畫皮 II》很好看，但起碼不是傳說中那麼爛。」[38]

## 获奖与提名
| 评奖名称                      | 奖项                       | 获得者         | 结果 |
| ----------------------------- | -------------------------- | -------------- | ---- |
| 第49届台湾电影金马奖          | 最佳视觉效果               | 许安、常洪松   | 提名 |
| 第9届广州大学生电影节         | 最受大学生欢迎女演员       | 赵薇           | 獲獎 |
| 第9届广州大学生电影节         | 最受大学生欢迎电影角色     | 靖公主（赵薇） | 提名 |
| 第32届香港电影金像奖          | 最佳兩岸華語電影           |                | 提名 |
| 第4届中国电影导演协会年度表彰 | 年度女演员                 | 周迅           | 提名 |
| 第20屆北京大學生電影節        | 最佳觀賞效果               |                | 獲獎 |
| 第7屆FIRST青年影展            | 最受青年矚目華語電影女演員 | 周迅           | 提名 |
| 第6届越南DAN电影大奖          | 最受欢迎华人女演员         | 赵薇           | 獲獎 |

## 票房
本片在中国大陆首周四天票房近3亿元，为该周票房冠军。随后更是连续蝉联两周票房冠军，至8月5日累计达7.26亿元，从而打破了《让子弹飞》创造的中国大陆国产片票房记录，直到当年底该记录被《人再囧途之泰囧》（12.6亿）和《十二生肖》（8.7亿）打破。部分媒體認為此主要得益于广电总局的“国产片保护月”政策。
本片的香港票房为909万元港币。
台灣票房方面，最終獲得4000萬元新台幣。
| 上一届： 《饥饿游戏》 | 2012年中国内地一周票房冠军 第26、27、28周（6月25日—7月15日） | 下一届： 《四大名捕》 |

## 相關
- 中國內地最高電影票房收入列表
- 畫皮之真愛無悔，2013年中國大陸電視劇，又名《畫皮II》, 根據電影上一部一樣再拍出電視版本。